# River Beal
Der River Beal ist ein kleiner Nebenfluss des River Roch in Greater Manchester in England. Der Beal beginnt in Beal Valley zwischen Sholver und Royton und endet in Belfield. Ein Zufluss des River Beal ist der Butterworth Hall Brook.

## Geschichte
Der Name Beal kommt aus den britannischen Sprachen von dem Worte Bel, was übersetzt „reißender Strom“ heißt.
Im Jahre 1892 siedelte ein Baumwollunternehmen in Ufernähe und produzierte Baumwolle. Um 1997 veränderte der Hersteller Littlewoods den Lauf des Beal, um die Entwicklung eines neuen Warenhauses voranzutreiben.
2005 wurden dann Rohabwässer in den Fluss geleitet, was zum Tod  Tausender Fische führte und die gesundheitlichen Bedenken der Anwohner steigerte.